# Biranj
Biranj je slojevito arheološko nalazište na istaknutom kozjačkom vrhuncu (631 m) iznad Kaštela. Ovdje se nalazi prapovijesno gradinsko utvrđenje, kasnoantički castrum, svetište vrhunskog slavenskog božanstva Peruna i romanička crkva sv. Ivana. Vanjski bedem prapovijesne gradine dugačak je gotovo 800 metara i lučno zatvara površinu od gotovo 73 000 m2, što lokalitet svrstava u red površinom najvećih gradinskih utvrđenja na istočnoj jadranskoj obali i zaleđu. Bedemi su suhozidni, a osipina je na pojedinim mjestima i do 12 metara široka. Arheološka istraživanja otkrila su kulturne slojeve iz neolitika i brončanog doba, s razvijenom litičkom industrijom.